# Tomasz Peta
Tomasz Bernard Peta (Inowrocław, 20 agosto 1951) è un arcivescovo cattolico polacco naturalizzato kazako, dal 17 maggio 2003 arcivescovo metropolita di Maria Santissima in Astana.

## Biografia
Tomasz Bernard Peta è nato il 20 agosto 1951 ad Inowrocław, voivodato di Bydgoszcz (oggi voivodato della Cuiavia-Pomerania) ed arcidiocesi di Gniezno, nella parte centro-settentrionale della Repubblica Popolare di Polonia (oggi Repubblica di Polonia); è figlio di Helena ed Edmund Peta.

### Formazione e ministero sacerdotale
Dopo aver compiuto gli studi primari, ha frequentato il Liceo di educazione generale "Jan Kasprowicz" nella città natale ed ha ottenuto il diploma nel 1971. Sentendo maturare la vocazione al sacerdozio, si è iscritto al seminario maggiore di Gniezno per gli studi filosofici e biblici. Al termine del quinquennio di formazione, ha ricevuto l'ordinazione sacerdotale il 5 giugno 1976 per imposizione delle mani del cardinale Stefan Wyszyński, arcivescovo metropolita di Varsavia e Gniezno; si è incardinato, ventiquattrenne, come presbitero della sede primaziale di Polonia.
In seguito ha iniziato il ministero pastorale come vicario parrocchiale in diverse parrocchie di Witkowo, della nativa Inowrocław, di Strzelno e di Bydgoszcz, iscrivendosi poi all'Accademia teologica di Varsavia e conseguendo il dottorato in teologia nel 1987. È partito come missionario per la Repubblica Socialista Sovietica Kazaka un anno prima della dissoluzione dell'Unione Sovietica ed il 21 agosto 1990 è divenuto il primo rettore della nuova parrocchia di "Maria Regina della Pace" (oggi santuario nazionale) ad Oziornoje, distretto di Tajynša; è stato anche decano della regione pastorale del Kazakistan Settentrionale, svolgendo entrambi gli uffici per otto anni. L'area era immensa e la maggior parte dei cattolici, di origine polacca, tedeschi del Kazakistan ed anche lituani, avevano sofferto più di sessant'anni di comunismo ateo, per cui ricostituire le comunità parrocchiali era una missione difficile.
Il 7 luglio 1999, con la bolla Ad aptius consulendum, papa Giovanni Paolo II ha eretto l'amministrazione apostolica di Astana ricavandone il territorio dall'amministrazione apostolica del Kazakistan dei Latini; contestualmente lo ha nominato, quarantasettenne, primo amministratore apostolico della nuova circoscrizione.
Il 5 febbraio 2001 si è recato in Vaticano per la visita ad limina apostolorum, allo scopo di discutere con il pontefice della situazione e dei problemi relativi alla sua amministrazione apostolica.

### Ministero episcopale
Dieci giorni dopo, il 15 febbraio, il papa lo ha elevato, quarantanovenne, alla dignità episcopale assegnandogli la sede titolare di Benda. Come suo motto episcopale ha scelto Maria Regina Pacis, che tradotto vuol dire "Maria Regina della Pace".
Ha ricevuto la consacrazione episcopale il 19 marzo successivo, nella basilica di San Pietro in Vaticano, per imposizione delle mani dello stesso pontefice, assistito dai co-consacranti cardinali Angelo Sodano, Segretario di Stato di Sua Santità, e Giovanni Battista Re, prefetto della Congregazione per i vescovi; insieme a lui sono stati ordinati altri otto vescovi, tra cui anche i futuri cardinali Fernando Filoni e Marc Ouellet, P.S.S.; il 20 marzo è stato anche ricevuto in udienza dal papa. Dal 22 al 25 settembre dello stesso anno ha accolto Giovanni Paolo II durante il suo viaggio apostolico in Kazakistan.
Il 17 maggio 2003, con la bolla In Cazakistania fidelium, il papa ha elevato l'amministrazione apostolica al rango di arcidiocesi metropolitana, che ha assunto il nome di Maria Santissima in Astana; contestualmente ne è divenuto, cinquantunenne, primo arcivescovo metropolita; due giorni dopo, il 19 maggio, è stata anche istituita la Conferenza episcopale del Kazakistan, di cui è divenuto il primo presidente. Il 29 giugno successivo, giorno della solennità dei Santi Pietro e Paolo, si è recato nella basilica di San Pietro in Vaticano, dove il papa gli ha imposto il pallio, simbolo di comunione tra il metropolita e la Santa Sede. Il 26 luglio è stato anche nominato consultore della Congregazione per l'evangelizzazione dei popoli, mentre dal 23 al 24 settembre ha preso parte al Congresso interreligioso di Astana. Lo stesso anno ha ottenuto anche la cittadinanza kazaka.
Il 6 maggio 2008 papa Benedetto XVI lo ha nominato membro della Congregazione per il clero ed il 29 settembre ha compiuto una seconda visita ad limina al Palazzo Pontificio di Castel Gandolfo.
Il 3 dicembre 2010 ha partecipato alla messa celebrata dal cardinale Tarcisio Bertone, S.D.B., Segretario di Stato di Sua Santità, durante la sua visita pastorale in Kazakhistan (29 novembre – 4 dicembre) per la donazione delle reliquie dell'apostolo Andrea, provenienti da Amalfi in Italia, alla cattedrale della Madre del Perpetuo Soccorso ad Astana; il 29 novembre le reliquie erano state donate anche alla cattedrale ortodossa dell'Assunzione nella capitale.
Il 29 marzo 2014 papa Francesco lo ha nominato consultore del Pontificio consiglio per il dialogo interreligioso ed il 9 giugno è stato anche confermato membro della Congregazione per il clero. Dal 5 al 19 ottobre successivi ha preso parte, in qualità di presidente della Conferenza episcopale kazaka, alla III assemblea generale straordinaria del Sinodo dei vescovi, svoltasi nella Città del Vaticano, con tema Le sfide pastorali della famiglia nel contesto dell'evangelizzazione.
Nel 2015 la Conferenza episcopale lo ha eletto per partecipare alla XIV assemblea generale ordinaria del Sinodo dei vescovi, svoltasi in Vaticano dal 4 al 25 ottobre successivi, con tema La vocazione e la missione della famiglia nella Chiesa e nel mondo contemporaneo. Poco dopo ha terminato il secondo mandato come presidente dell'episcopato kazako e gli è succeduto José Luís Mumbiela Sierra, vescovo della Santissima Trinità in Almaty.
Il 2 settembre 2017 ha tenuto un discorso in occasione della celebrazione ufficiale del National Day della Santa Sede durante l'Expo 2017, con sede nella capitale kazaka e tema della Future Energy.
Il 1º marzo 2019 ha compiuto una terza visita ad limina in Vaticano.
Parla correntemente, oltre al nativo polacco, il russo, l'inglese ed il kazako.

## Controversie

### 2019
Il 10 giugno 2019 monsignor Peta, insieme ai cardinali Raymond Leo Burke e Jānis Pujats ed ai vescovi Athanasius Schneider e Jan Paweł Lenga, ha pubblicato una "Dichiarazione di verità" di 40 punti con l'intento di riaffermare l'insegnamento tradizionale della Chiesa. I vescovi hanno scritto che tale dichiarazione era necessaria in un momento di "confusione e disorientamento dottrinale quasi universali". Specifici passaggi della dichiarazione si riferiscono implicitamente a diversi scritti di papa Francesco. La dichiarazione afferma che "la religione nata dalla fede in Gesù Cristo" è "l'unica religione voluta positivamente da Dio", alludendo apparentemente al documento "Fratellanza Umana per la pace mondiale e la convivenza comune", firmato dal pontefice il 4 febbraio precedente ad Abu Dhabi insieme al Grande Imam di al-Azhar Ahmad al-Tayyib, in cui si affermava che la "diversità delle religioni " è "voluto da Dio". In seguito alle recenti modifiche al Catechismo per opporsi alla pena capitale, la dichiarazione afferma che la Chiesa "non ha sbagliato" nell'insegnare che le autorità civili possono "esercitare legittimamente la pena capitale" quando è "veramente necessario" e per preservare il "giusto ordine delle società".

### 2020
Tomasz Peta è anche uno dei firmatari di un appello multilingue dell'arcivescovo e nunzio apostolico Carlo Maria Viganò del 7 maggio 2020, dal titolo latino Veritas liberabit vos! ("La verità vi renderà liberi", Gv 8, 32), che sul sito internet della Conferenza episcopale tedesca è stato definito un "conglomerato di miti della cospirazione e pseudoscienza". L'appello espone che, con il pretesto della pandemia di COVID-19, i diritti e le libertà fondamentali di molti cittadini sarebbero stati "limitati in modo sproporzionato e ingiustificato"; la salute pubblica non deve diventare un alibi "per liberare le autorità civili dal dovere di agire con saggezza per il bene comune". Il testo esprime crescenti dubbi sull'effettivo rischio di contagio del coronavirus e denuncia la pandemia come "allarmismo" designato. Le misure di contenimento adottate hanno favorito l'ingerenza di "poteri stranieri" con gravi conseguenze sociali e politiche, secondo il testo firmato da clero cattolico, giornalisti, medici e avvocati. Ci sono forze "interessate a creare panico nella popolazione" e a promuovere "l'isolamento degli individui" per poterli manipolare e controllare meglio. Questo è "l'inquietante preludio alla creazione di un governo mondiale al di fuori di ogni controllo". Il testo è stato descritto da vari media come assurdo e le tesi espresse come teorie del complotto.

## Genealogia episcopale
La genealogia episcopale è:
- Cardinale Scipione Rebiba
- Cardinale Giulio Antonio Santori
- Cardinale Girolamo Bernerio, O.P.
- Arcivescovo Galeazzo Sanvitale
- Cardinale Ludovico Ludovisi
- Cardinale Luigi Caetani
- Cardinale Ulderico Carpegna
- Cardinale Paluzzo Paluzzi Altieri degli Albertoni
- Papa Benedetto XIII
- Papa Benedetto XIV
- Papa Clemente XIII
- Cardinale Enrico Benedetto Stuart
- Papa Leone XII
- Cardinale Chiarissimo Falconieri Mellini
- Cardinale Camillo Di Pietro
- Cardinale Mieczysław Halka Ledóchowski
- Cardinale Jan Maurycy Paweł Puzyna de Kosielsko
- Arcivescovo Józef Bilczewski
- Arcivescovo Bolesław Twardowski
- Arcivescovo Eugeniusz Baziak
- Papa Giovanni Paolo II
- Arcivescovo Tomasz Bernard Peta